# Zinoro 1E
Zinoro 1E – elektryczny samochód osobowy typu crossover klasy kompaktowej produkowany pod chińską marką Zinoro w latach 2013–2016.

## Historia i opis modelu

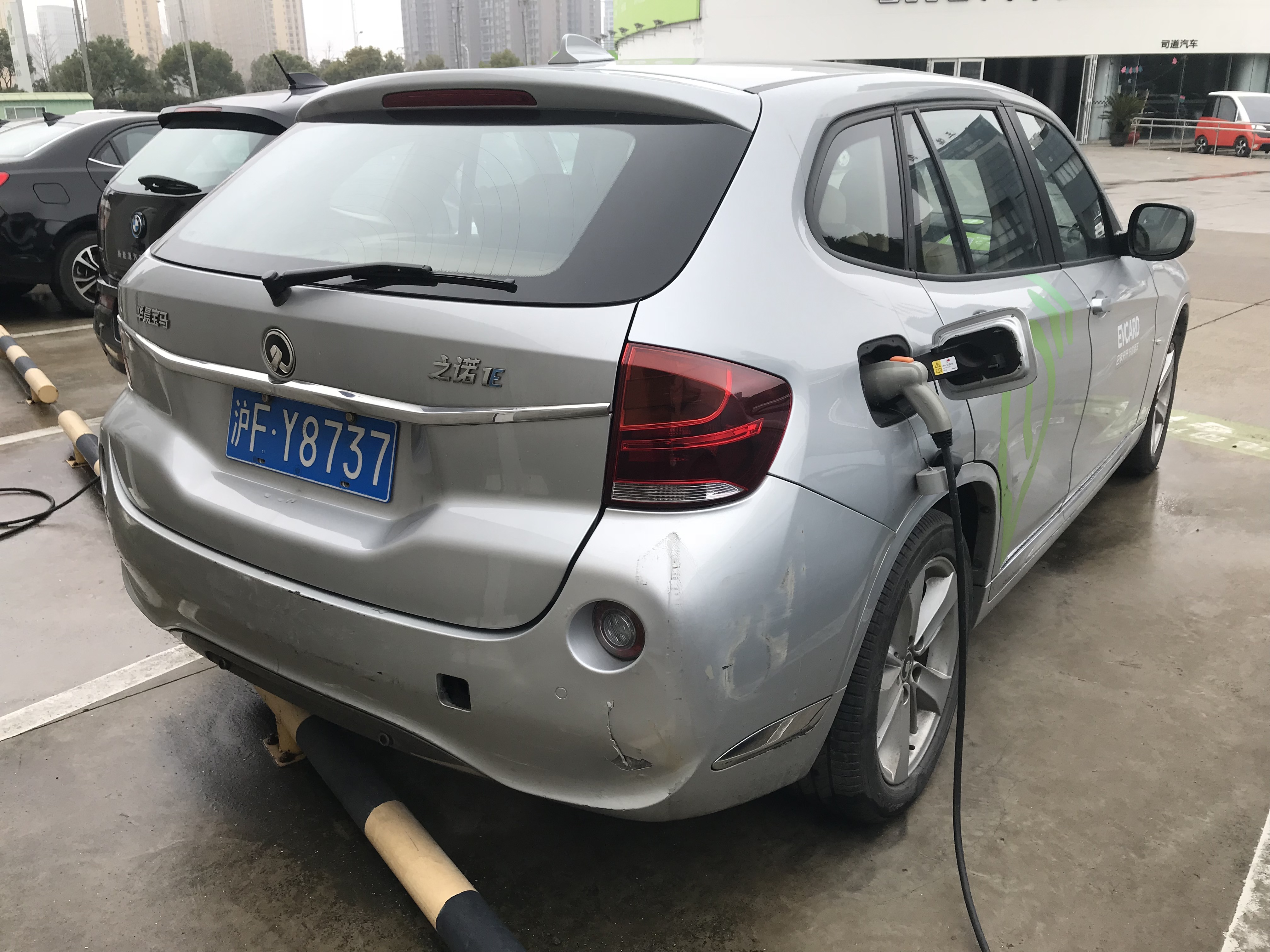
Zinoro 1E - tył

W listopadzie 2013 roku chińskie Zinoro założone przez joint-venture BMW z Brilliance przedstawiło pierwszy samochód, który zbudowano z myślą o rynku chińskim. Zinoro 1E jest bliźniaczą odmianą pierwszej generacji BMW X1, odróżniając się od niego innym wyglądem zderzaków, zmodyfikowanymi wkładami lamp, inną klapą bagażnika oraz innym napędem - zamiast spalinowego, elektrycznym.

### Sprzedaż
Elektryczny crossover Zinoro jest samochodem produkowanym oraz sprzedawanym wyłącznie na wewnętrznym rynku chińskim.

### Dane techniczne
Zinoro to pojazd czysto elektryczny, który tworzy bateria o pojemności 24 kWh, pozwalając osiągnąć moc 125 KM mocy i 250 Nm maksymalnego momentu obrotowego. Zasięg wynosi 150 kilometrów na jednym ładowaniu.